# Бениславская, Констанция
Конста́нция Бенисла́вская  (пол. Konstancja Benisławska, урождённая Рик (фон Рюк) 6 января 1747, Речь Посполитая или Латвия — 8 ноября 1806, Витебск) — польская поэтесса XVIII века, известна своим единственным произведением — «Песни поются» (пол. Pieśni sobie śpievane), изданными в 1776 году в Вильно.

## Биография
Констанция Рик родилась 6 января 1747 года в полонизированной немецкой семье, входившей в дворянство Инфлянтского воеводства. Вышла замуж за Петра Бениславского. Всю свою жизнь провела в родовых поместьях к северо-востоку от Динебурга. Умерла 8 ноября 1806 года.

## Критика
Констанция Бениславская прославилась благодаря книге Вацлава Боровы «О польской поэзии XVIII века». Автор посвятил ей очень лестную главу, вызвавшую бурю среди историков и литературоведов. Боровы был первым, кто сегодня оценил скромный творческий потенциал Констанции Бениславской. Его единственная критика песни была основана на её неровном уровне стиля. По его мнению, места исключительной богословской и метафизической возвышенности омрачены сиюминутной тривиальностью автора, её «неправильными» описаниями своего отношения к Богу (извращение, связанное с питьём крови Христовой) и провинциальностью, вопиющей главным образом благодаря тематике Песни.